# Jan Žižka

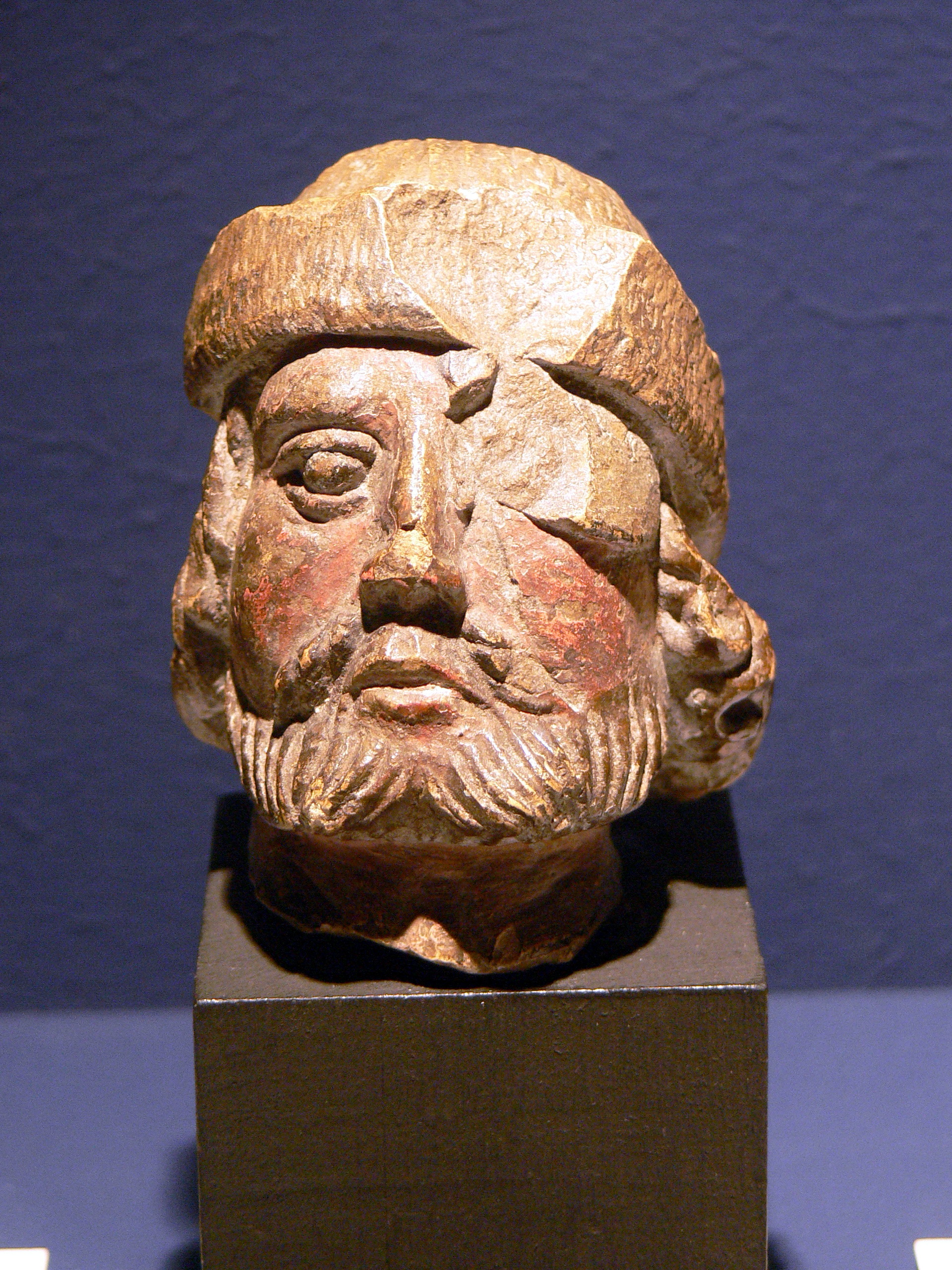
Jan Žižka, Büste aus dem Rathaus von Tábor, 1515–1516, Nationalmuseum Prag

Jan Žižka von Trocnov [ˈʒɪʃka] (* um 1360 in Trocnov, Budweiser Kreis; † 11. Oktober 1424 bei Šenfeld; auch Žižka der Einäugige, Jan Žižka vom Kelch, tschechisch Jan Žižka z Trocnova, auch Jan Žižka z Kalicha, deutsch auch: Johann(es) Schischka von Trotznow) war der bedeutendste Heerführer der Hussiten in den Hussitenkriegen.

## Leben

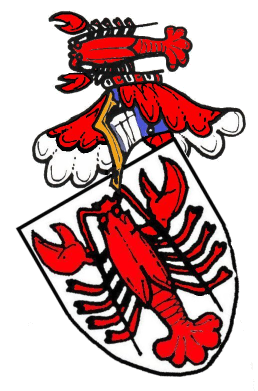
Wappen der Žižka von Trocnov

Žižka entstammte einer verarmten südböhmischen Landadelsfamilie. Sein frühes Leben ist nicht gut dokumentiert. Er stand ab 1390 zunächst in den Diensten des böhmischen Königs Wenzel IV. 1410 folgte er Johann Sokol von Lamberg und trat in die Dienste Władysław II. Jagiełłos. Er wird in manchen Quellen über die Hussitenkriege als blind bezeichnet, war jedoch während der ersten Jahre des Konflikts einäugig und wurde erst 1421 nach dem Verlust seines zweiten Auges blind (siehe unten).
Der Chronist Andreas von Regensburg beschreibt ihn mit den Worten: „Er war einäugig, von der Abstammung und Lebensweise her kein Adeliger und ein Räuber, umgangssprachlich ein ‚Einrösser‘, der einmal ein Pferd hatte und andernmals auch keins …“
Ab 1412 diente er wieder als Burghauptmann zu Prag in königlich-böhmischen Diensten. Jan Žižka war ein Anhänger der Lehre von Jan Hus und wurde, nachdem dieser 1415 in Konstanz als Ketzer hingerichtet worden war, zum Anführer der Taboriten, des radikalen, sozialrevolutionären und militärisch stärksten Flügels der hussitischen Bewegung.

### Hussitenkriege

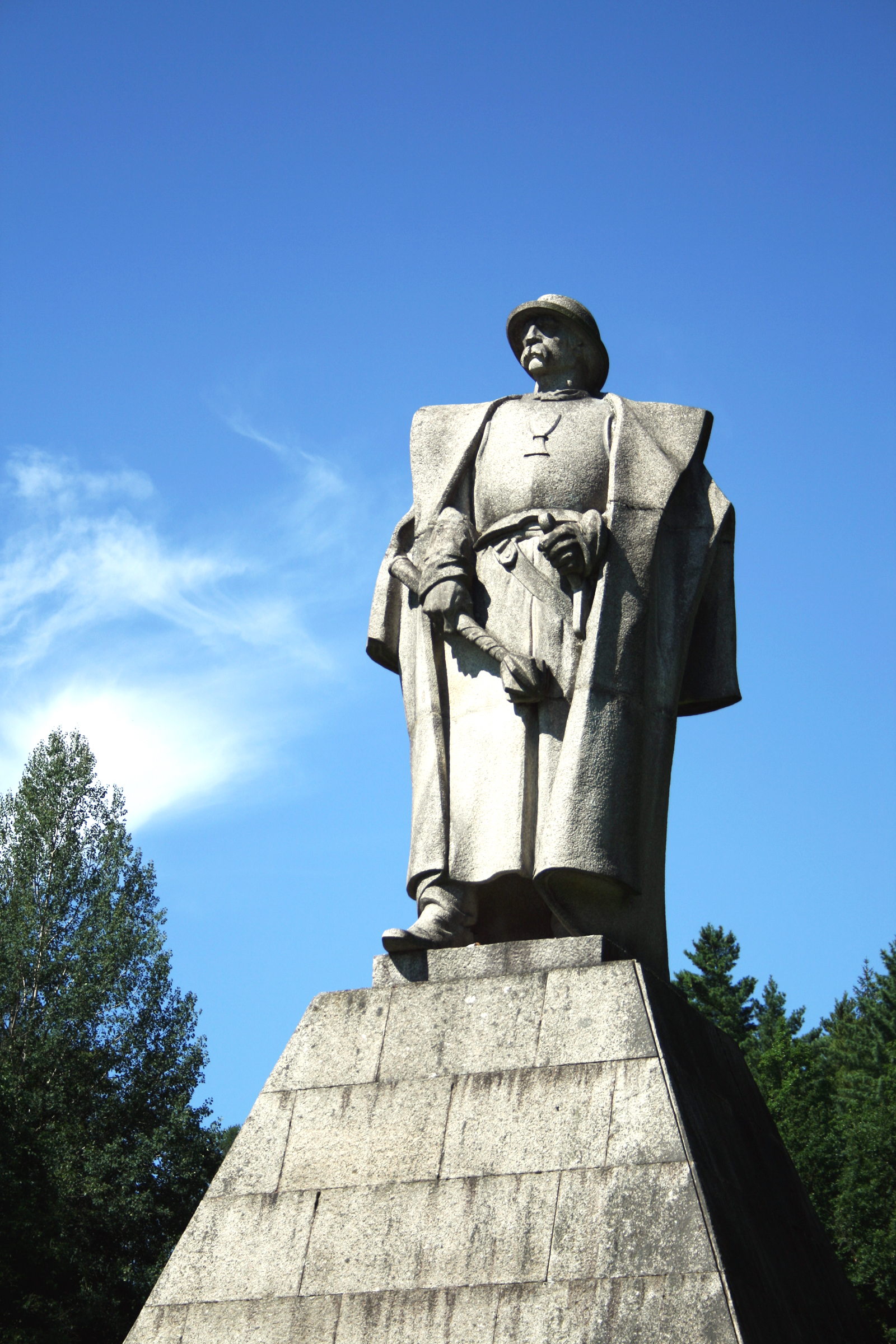
Žižka-Denkmal bei Trocnov

Als nach dem Ersten Prager Fenstersturz am 30. Juli 1419 und dem Tod König Wenzels wenige Wochen darauf ein hussitischer Aufstand in Prag und ganz Böhmen ausbrach, zog Žižka mit seinen Anhängern zunächst nach Pilsen. Im Dezember 1419 gelang ihm in der Nähe der Stadt, bei Nekmíř, ein erster militärischer Erfolg gegen eine mehrfach überlegene königliche Truppe. Als sie Pilsen verlassen mussten, zogen die Hussiten nach Tábor. Auf dem Wege dorthin gelang es Žižka am 25. März 1420 bei Sudoměř in Südböhmen, ein zahlenmäßig deutlich überlegenes Heer der Katholiken zu schlagen. Charakteristikum seiner Kampftaktik waren die Errichtung von Wagenburgen sowie weitere neue Kriegstechniken. Auch die eigene religiöse Überzeugung und die Siegesgewissheit als „Krieger Gottes“ trugen zu seinem Erfolg bei. Er selbst bzw. die Taboriten unter seiner Führung haben nie eine Schlacht verloren, was Žižka den Ruf einbrachte, unbesiegbar zu sein.
In Tábor wurde der erfahrene Heerführer Žižka zum Hauptmann der Hussiten gewählt.
Als Nachfolger Wenzels hatten die böhmischen Stände 1420 in Brünn dessen Bruder Sigismund gehuldigt. Mit den Aufständischen in Prag und Tábor nahm Sigismund jedoch keine Verhandlungen auf. Stattdessen schickte er von Breslau aus ein Strafgericht gegen die von ihm als Ketzer angesehenen Hussiten. Diesen gelang es unter Žižkas Führung, ein ins Land geschicktes königliches Heer auf dem Veitsberg bei Prag am 14. Juli 1420 zu schlagen und die Stadt zu verteidigen.
Im gleichen Jahre begannen die chiliastischen Taboriten unter militärischer Führung Žižkas, in der Umgebung von Tábor gegen gemäßigtere Gruppierungen innerhalb der Hussitenbewegung wie auch gegen Katholiken, welche ihre Riten fortsetzten, gewaltsam vorzugehen. Darüber kam es zum Eklat mit den Calixtinern in der Prager Altstadt und u. a. infolgedessen Anfang 1421 zur Vertreibung des radikalen Kerns der Taboriten um Martin Húska aus Tábor durch die dortigen „neuen Obrigkeiten“ (Jan Žižka, Nikolaus von Pelgrims, Jan z Jičína) sowie im Frühjahr 1421 zur faktischen Ausrottung von Húskas Anhängern in benachbarten Dörfern durch Žižkas Truppen. Die Folterung und Hinrichtung Húskas, der in Tábor wie in Prag populär war, auf dem Scheiterhaufen überließen Žižka und die calixtinischen Adligen dem katholischen Prager Erzbischof Konrad von Vechta in Roudnice. Ebenfalls im Frühjahr 1421, am 16. März (Palmsonntag), wurde die Stadt Chomutov von Žižkas Truppen eingenommen. Auf seinen Befehl hin wurden von den etwa 2500 Bewohnern der Stadt alle bis auf 30 niedergemetzelt – so viele wie nötig waren, um die übrigen zu begraben.
Žižka verleumdete die von ihm ermordeten Anhänger Húskas als angeblich systematisch Unzucht treibende „Adamiten“ sowie als „Pikarden“ (nach religiösen Flüchtlingen aus der Picardie, von denen sie ihre „Häresie“ abgeleitet haben sollen). Žižka selbst wurde – um ihn von den zunächst insgesamt radikalen Taboriten abzugrenzen und somit wenigstens teilweise für die sich in der Tradition der Calixtiner wähnenden adligen und bürgerlichen tschechischen National(ist)en zu vereinnahmen – nach seinem Tode im Oktober 1424 als ein Anführer der zwischen Taboriten und Calixtinern verorteten „Orebiten“ dargestellt, deren Existenz jedoch nicht belegt werden kann, zumal Žižka von Tábor aus gewirkt hat.
Er gehörte zu den Abgeordneten der Ständeversammlung von Čáslav (Tschaslau), die 1421 in der Peter-und-Pauls-Kirche König Sigismund als böhmischen König absetzte und ihn zur unerwünschten Person erklärte. Žižka war Mitglied der aus zwanzig Personen bestehenden provisorischen Regierung Böhmens.

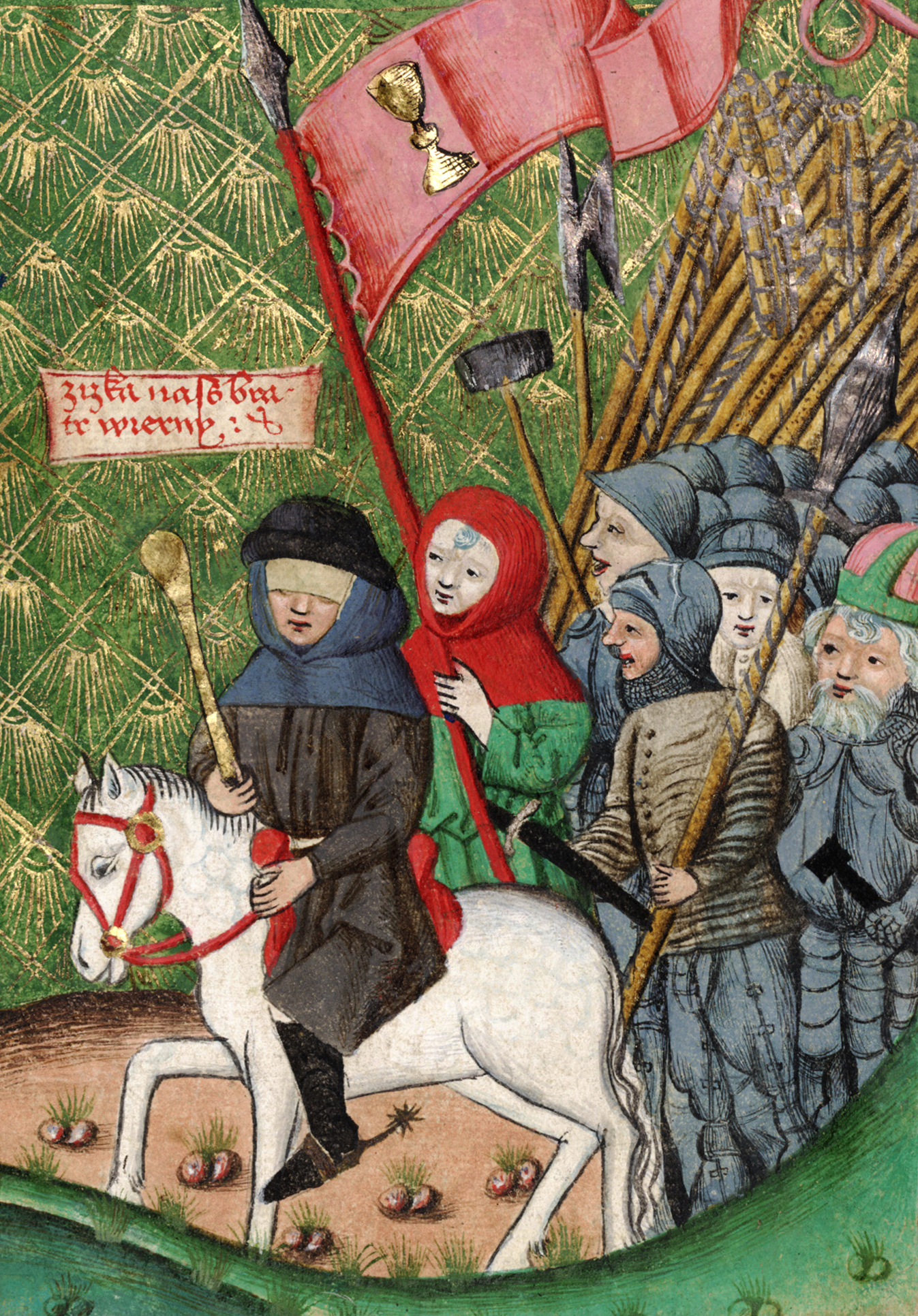
Der blinde Žižka führt die Hussiten, Jenaer Kodex, auf der Fahne der Hussitenkelch

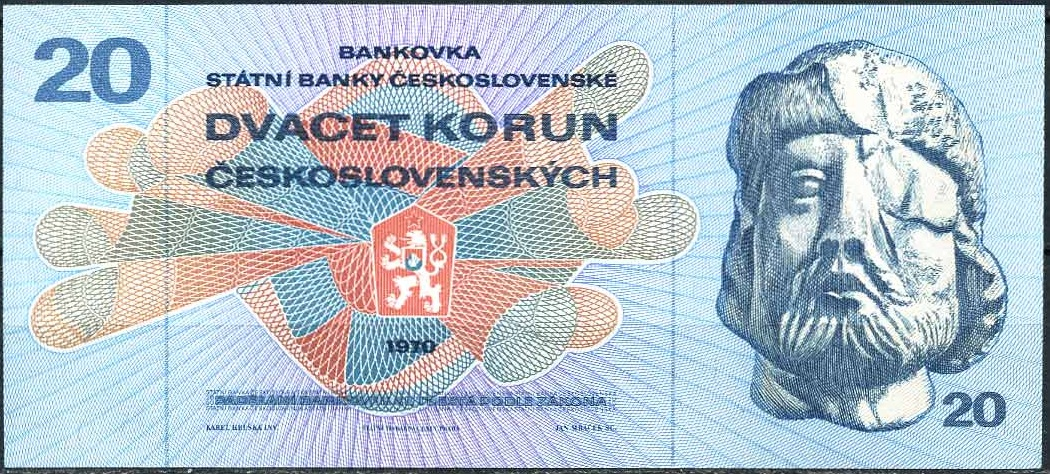
Žižka der Einäugige auf einer Banknote der Tschechoslowakei

Bei der Belagerung der Burg Rabí bei Sušice (Schüttenhofen) verlor Žižka 1421 auch sein zweites Auge, was ihn jedoch nicht an der Führung der hussitischen Heere hinderte. Nach der Eroberung der Burg Kalich (Kelch) bei Leitmeritz im Jahre 1421 ließ er diese wieder aufbauen, nahm dort seinen Sitz und nannte sich fortan Žižka von Kalich (Žižka vom Kelch). In der Schlacht am Strauchhof (Strauchův oder Strachův Dvůr) bei Königgrätz am 4. August 1423 scheiterte ein weiterer Versuch gemäßigterer Kräfte Böhmens, Žižka zu schlagen. In der Schlacht bei Maleschau am 7. Juni 1424 besiegte er ein Heer der Herreneinheit und der Prager Hussiten.

### Tod
Während der Belagerung von Přibyslav (Primislau) verstarb der blinde Heerführer bei Žižkovo Pole an einer Pestinfektion. An der Stelle seines Todes wurde ihm ein großes steinernes Kreuz errichtet. Žižka wurde 1424 in der Peter- und Paulskirche in Čáslav beigesetzt.
„Die gemain sag, die zunächst von Enea Silvio Piccolomini in seiner Historica Bohemica notiert und dann von Johannes Aventinus aufgegriffen wurde, nämlich dass Jan Žižka befohlen hätte, seine Haut nach seinem Tod über eine Trommel zu ziehen, kann als sinnbildlich für die Vorstellung gewertet werden, die man mit den Hussiten verband.“

## Gedenkstätten

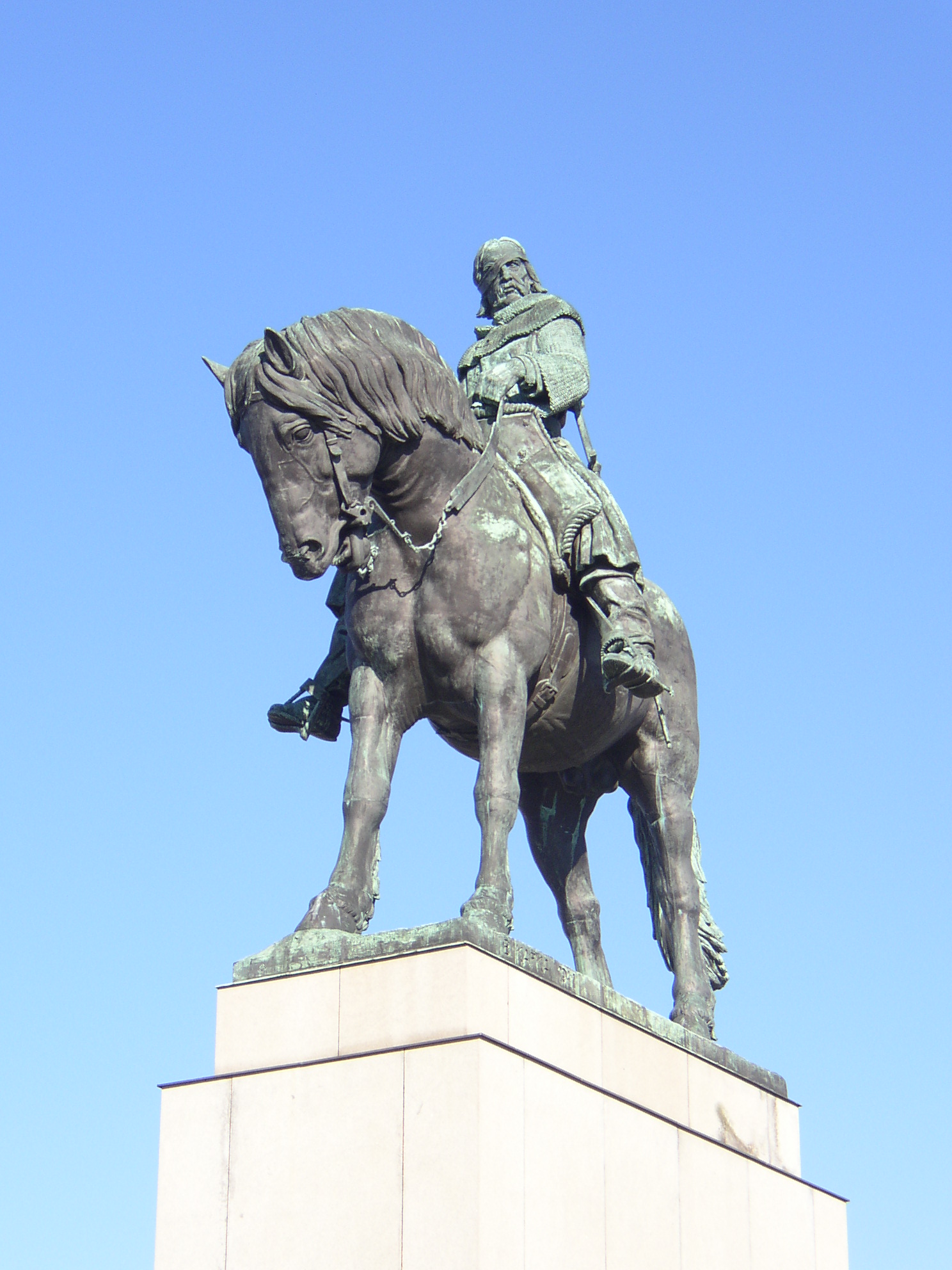
Jan-Žižka-Statue auf dem Nationaldenkmal am Veitsberg

- Žižkas Geburtsstätte südlich von Trocnov ist ein Nationales Kulturdenkmal. Die Statue an seinem Geburtsort Trocnov wurde 1960 von Josef Malejovský geschaffen.[7]
- Žižkas Grabstätte bestand bis 1623, als Kaiser Ferdinand II. sie beseitigen und zerstören ließ.
- Einen Kilometer südlich des Dorfes Šenfeld bei Přibyslav wurde ihm dann ein Grabmal errichtet, worin seine sterblichen Reste verbracht wurden. Am 20. September 1874 wurde dort das von Jan Otto finanzierte Denkmal des Jan Žižka enthüllt. 1921 wurde ihm zu Ehren das Dorf Šenfeld (Schönfeld) in Žižkovo Pole (Zischkafeld) umbenannt.
- 1925 wurde auf dem Schlachtfeld von Sudoměř ein 16 m hohes steinernes Denkmal für Žižka errichtet.[8]
- Zu Ehren Žižkas wurde der Veitsberg Vrch Žižkov genannt. Der angrenzende Prager Stadtbezirk trägt heute den Namen Žižkov
- In Tschechien tragen zahlreiche weitere Orte, Plätze und Straßen den Namen Žižkas.

Nationaldenkmal am Veitsberg
Auf dem Veitsberg (Vítkov) in Prag befindet sich das Nationaldenkmal mit einem 9 m hohen und 16,5 Tonnen schweren Reiterstandbild Jan Žižkas aus dem Jahr 1931, das als eine der größten Bronzestatuen der Welt gilt. Die Idee zu diesem Monument entstand schon 1877, jedoch wurde die Anlage erst 1950 unter dem kommunistischen Regime fertiggestellt. Die stalinistischen Machthaber der Nachkriegszeit richteten im Denkmal eine Gedenkstätte für ausgewählte verstorbene Mitglieder der Tschechoslowakischen Kommunistischen Partei ein (etwa wurde der 1953 verstorbene Staatschef Klement Gottwald einbalsamiert und im Nationaldenkmal bestattet). Die sterblichen Überreste der Kommunisten wurden 1990 nach der Samtenen Revolution entfernt. Das Monument gehört wegen seiner Geschichte zu den unbeliebtesten Denkmälern Prags.

## In der Popkultur
In der „Hussiten-Trilogie“ von Otakar Vávra, bestehend aus den Filmen Jan Hus (1955), Jan Žižka (1956) und Proti všem (1957) wird Žižka von Zdeněk Štěpánek verkörpert (der im ersten Film, wo Žižka nur einen kurzen Auftritt hat, außerdem auch den Jan Hus darstellt).
Der von Petr Jákl inszenierte Film Medieval (2022) greift auf Žižkas Leben während der Hussitenkriege zurück. Die Hauptrolle übernahm Ben Foster.
Jan Žižka ist ein Charakter in dem tschechischen Rollenspiel Kingdom Come: Deliverance II.